# Charles-Alexandre Léon Durand Linois
Charles-Alexandre Léon Durand Linois (Brest, 27 gennaio 1761 – Versailles, 2 dicembre 1848) è stato un ammiraglio francese.
Sconfisse i britannici nella battaglia di Algeciras del 1801.

## Biografia
Nato a Brest, Linois si arruolò nella marina francese nel 1776, prestando servizio nella Manica e nelle acque spagnole prima di intraprendere viaggi verso le isole Isle de France (oggi Mauritius), Riunione e Indie Occidentali francesi. Fu promosso tenente nel 1789 prima di essere assegnato all'oceano Indiano. Dopo il ritorno in Francia nel 1794 fu spostato a Brest. Linois fu catturato dalla Royal Navy durante l'azione del 7 maggio 1794, mentre la sua nave stava proteggendo un convoglio di grano proveniente dagli Stati Uniti. Fu oggetto di scambio di prigionieri e promosso capitano, assumendo il comando della Formidable. L'anno seguente fu catturato di nuovo durante la battaglia di Groix, nella quale fu ferito due volte e perse un occhio. Fu di nuovo scambiato. Nel 1796 prese parte alla spedizione d'Irlanda come capo divisione, al comando di uno squadrone composto da tre navi di linea e quattro fregate, issando la propria bandiera sulla Nestor. Giunto alla baia di Bantry i generali si rifiutarono di sbarcare e lo squadrone fece ritorno a Brest, catturando tre navi durante il viaggio.
Il 12 aprile 1796 era capitano della Unité quando fu catturata dalla HMS Révolutionnaire. La Revolutionnaire non subì perdite, dato che i francesi avevano sparato in alto nel tentativo di colpire il sartiame. I britannici pararono mirando allo scafo, col risultato di causare alla Unité nove morti e undici feriti.
Nel 1799 fu promosso retroammiraglio ed inviato nel mar Mediterraneo con l'ammiraglio Bruix. Come secondo in comando dello squadrone guidato dall'ammiraglio Ganteaume, attaccò l'isola d'Elba nel 1801. Al comando di un piccolo squadrone stanziato a Cadice combatté il grosso squadrone di James Saumarez nella battaglia di Algeciras. Il suo squadrone prevalse nella prima parte dello scontro, catturando anche la HMS Hannibal, ma durante il ritorno verso Cadice due navi spagnole, che si erano unite a lui, iniziarono per sbaglio a spararsi tra loro durante un attacco notturno britannico e furono perse.
Nel 1803 Napoleone Bonaparte lo nominò al comando delle forze francesi dell'oceano Indiano e, con la bandiera issata sulla Marengo, inseguì le navi mercantili britanniche per tutto l'oceano ed i mari della Cina. Nel 1804 avvenne l'imbarazzante battaglia di Poulo Aura, nella quale uno squadrone di navi francesi comandate da Linois incrociarono la flotta anglo-cinese composta da navi mercantili scarsamente armate. I britannici erano più numerosi di Linois e manovrarono facendo credere di volersi difendere. La tattica usata dal commodoro del convoglio Nathaniel Dance convinse Linois che la lotta fosse difesa da una numerosa scorta per cui si ritirò invece di attaccare gli indifesi nemici.
Durante il ritorno in Francia incrociò un grosso squadrone britannico guidato dall'ammiraglio Warren al largo di Capo Verde e diede vita all'azione del 13 marzo 1806. Fu ferito e catturato di nuovo, ma questa volta Napoleone aveva sospeso la pratica di scambiare i prigionieri, per cui rimase con i britannici finché Napoleone non cadde, nel 1814. Fu nominato conte di Linois nel 1810 dallo stesso Napoleone.
In seguito alla restaurazione francese, Luigi XVIII di Francia lo nominò governatore di Guadalupa, ma dopo che aver sostenuto Napoleone nel corso dei Cento giorni fu obbligato a dare le dimissioni in seguito alla battaglia di Waterloo. Subì la corte marziale ma fu assolto nel 1816. Fu comunque costretto alle dimissioni permanenti, anche se in seguito fu nominato viceammiraglio ad onore nel 1825.
Visse a Versailles, dove morì nel 1848.

## Riconoscimenti

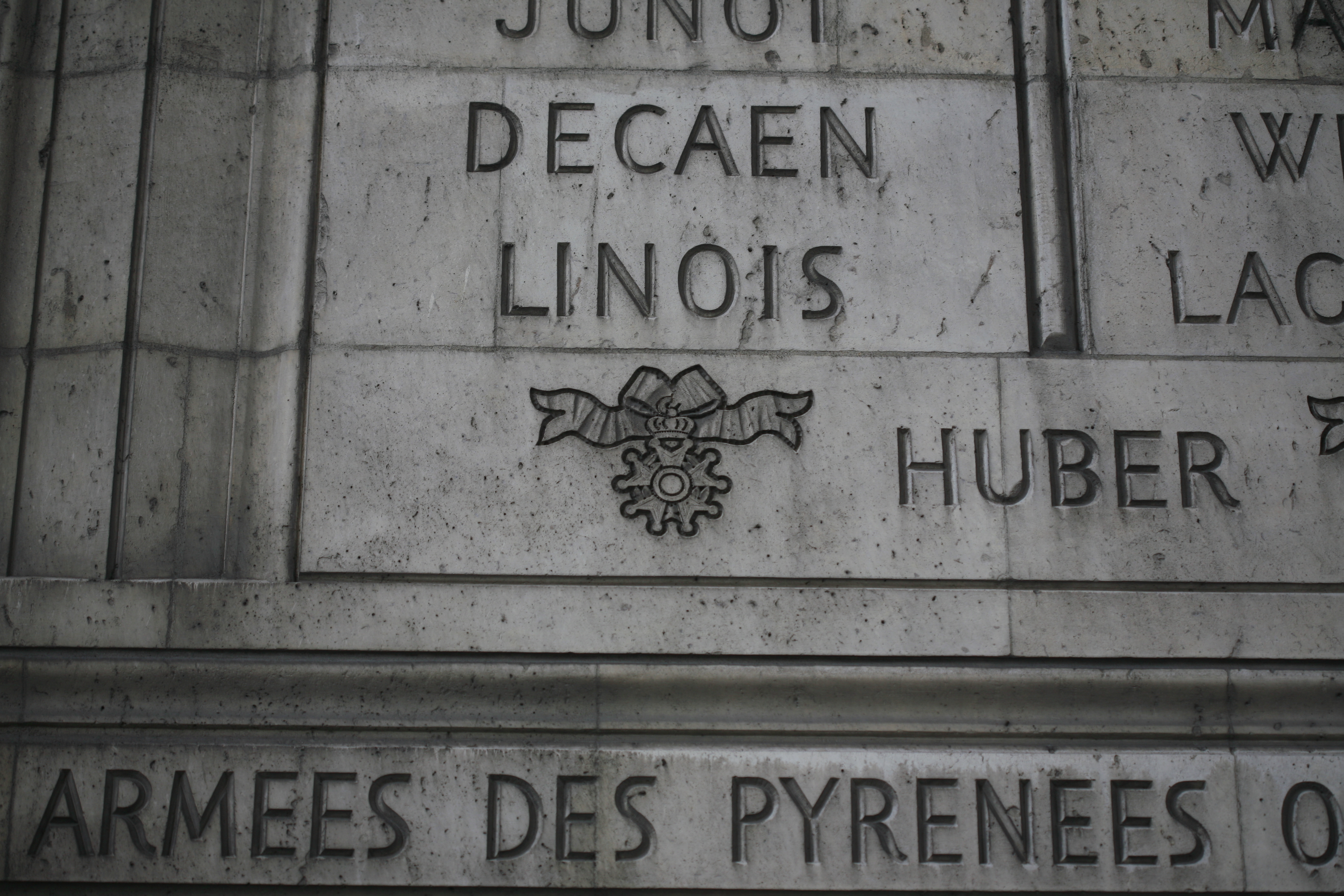
Il nome di Linois inciso sotto l'Arco di Trionfo

Il nome di Linois è inciso sotto l'Arco di Trionfo di Parigi alla colonna 33 del Pilastro Ovest.

## Nella fiction
Linois è un personaggio secondario, ma molto rispettato, nella serie Aubrey–Maturin scritta da Patrick O'Brian. La battaglia di Pulo Aura viene descritta anche in Newton Forster, or The Merchant Service, scritto nel 1832 da Frederick Marryat.